# Chlosyne rosita
Chlosyne rosita är en fjärilsart som beskrevs av Hall 1924. Chlosyne rosita ingår i släktet Chlosyne och familjen praktfjärilar. Inga underarter finns listade i Catalogue of Life.

## Bildgalleri

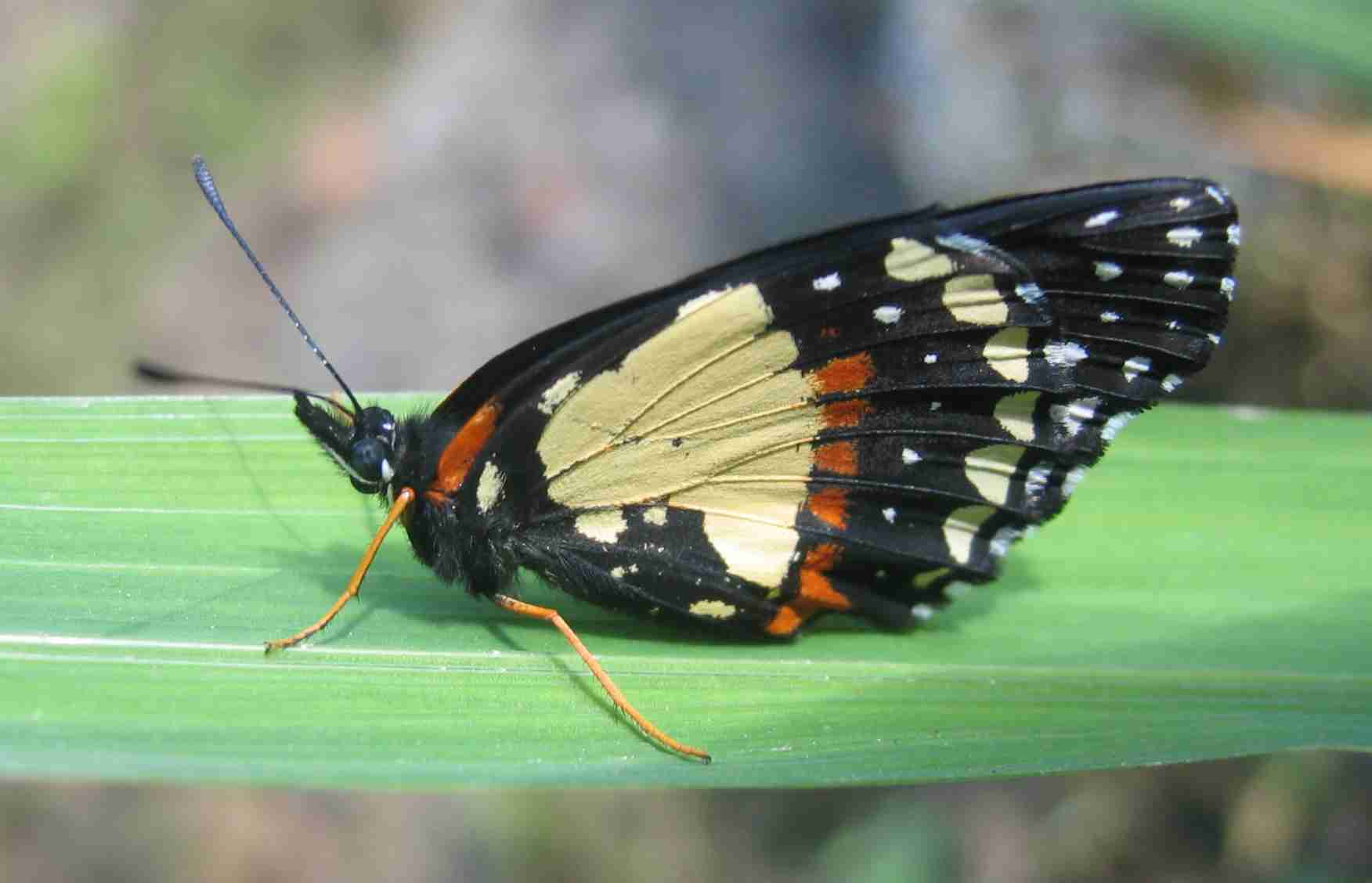